# Llengua baka
El baka (també anomenat bebayaga, bayinga i bibianga) és un grup dialectal de llengües ubangianes parlades pels pigmeus baka del Camerun i el Gabon. Ètnicament aquests estan estretament relacionats amb els aka, i son coneguts col·lectivament com els mbenga (bambenga). Tanmateix, les dues llengües no estan relacionades, tret d'alguns vocables entorn el camp semàntic de l'economia forestal, fet que suggereix que els aka podrien haver canviat al bantu, estimant-se que ho han fet unes 15.000 persones.

## Distribució geogràfica
El baka es parla a bona part de la zona forestal sud-oriental del Camerun:
- Regió Oriental
  - Departament de Kadey (municipis de Ndélélé i Mbang)
  - Departament d'Haut-Nyong (municipis de Dimako, Doumé, Abong-Mbang, Lomié i Ngoyla)
  - Departament de Boumba-et-Ngoko (municipis de Moloundou, Yokadouma i Gari-Gombo)
- Regió meridional
  - Departament de Dja-et-Lobo (municipis de Bengbis, Meyomessala, Sangmélima, Djoum, Oveng i Mintom)

Els baka conviuen amb altres grups ètnics que, de manera general, es troben al llarg de les carreteres principals. Els baka parlen una llengua molt propera a la dels ngbaka ma'bo de la República Centreafricana, cosa que suggereix que els baka del Camerun havien arribat recentment d'una zona molt més oriental. Al Camerun, se'ls coneix com a pigmeus orientals, a diferència dels bagyali, grups pigmeus del departament d'Océan que parlen una llengua bantu (subgrup A80). Els baka són 25.000 al Camerun. També es troben al Gabon i a la República Centreafricana.

## Classificació
Un 30% del vocabulari dels baka no és ubangi. Gran part d'aquest fa referència a una economia forestal especialitzada, com ara mots per a referir-se a plantes comestibles, plantes medicinals i la recol·lecció de mel, i s'ha postulat com el romanent d'una llengua pigmea ancestral que d'altra banda ha desaparegut.  Tanmateix, llevat d'algunes paraules compartides amb els aka, no hi ha proves d'una afiliació lingüística més àmplia amb cap dels altres pobles pigmeus.

## Fonologia
Consonants
|           |               | Bilabial | Alveolar  | Palatal   | Velar | Labio-velar | Glotal |
| --------- | ------------- | -------- | --------- | --------- | ----- | ----------- | ------ |
| Oclusiva  | sorda         | p        | t         |           | k     | k͡p          | ʔ      |
| Oclusiva  | sonora        | b        | d         |           | ɡ     | ɡ͡b          |        |
| Oclusiva  | prenasalitzat | ᵐb       | ⁿd        |           | ᵑɡ    | ᵑɡ͡b         |        |
| Oclusiva  | implosiva     | ɓ        | ɗ         |           |       |             |        |
| Fricativa | Sorda         | ɸ        | s         |           |       |             | h      |
| Fricativa | Sonora        | β        |           |           |       |             |        |
| africada  | veu           |          | d͡z ~ d͡ʒ   | d͡z ~ d͡ʒ   |       |             |        |
| africada  | prenasalitzat |          | ⁿd͡z ~ ⁿd͡ʒ | ⁿd͡z ~ ⁿd͡ʒ |       |             |        |
| Lateral   | Lateral       |          | l         |           |       |             |        |
| Nasal     | Nasal         | m        | n         | ɲ         |       |             |        |
| Semivocal | Semivocal     |          |           | j         |       | w           |        |

/d͡z/ també es pot pronunciar com a [d͡ʒ] post-alveolar, en diversos dialectes.
Vocals
|             | Anterior | Posterior |
| ----------- | -------- | --------- |
| Tancada     | i        | u         |
| Semitancada | e        | o         |
| Mig obert   | ɛ        | ɔ         |
| Obre        | a        | a         |

## Ortografia
El baka no té una ortografia estàndard i hi ha moltes maneres diferents d'escriure'l. La següent és una recomanació del 2009 que compta amb el suport del Ministeri d'Investigació Científica i Innovació. Es basa en l'alfabet general de les llengües del Camerun.
| Alfabet baka (2009) | Alfabet baka (2009) | Alfabet baka (2009) | Alfabet baka (2009) | Alfabet baka (2009) | Alfabet baka (2009) | Alfabet baka (2009) | Alfabet baka (2009) | Alfabet baka (2009) | Alfabet baka (2009) | Alfabet baka (2009) | Alfabet baka (2009) | Alfabet baka (2009) | Alfabet baka (2009) | Alfabet baka (2009) | Alfabet baka (2009) | Alfabet baka (2009) | Alfabet baka (2009) | Alfabet baka (2009) | Alfabet baka (2009) | Alfabet baka (2009) | Alfabet baka (2009) | Alfabet baka (2009) | Alfabet baka (2009) | Alfabet baka (2009) | Alfabet baka (2009) | Alfabet baka (2009) | Alfabet baka (2009) | Alfabet baka (2009) | Alfabet baka (2009) | Alfabet baka (2009) | Alfabet baka (2009) |
| ------------------- | ------------------- | ------------------- | ------------------- | ------------------- | ------------------- | ------------------- | ------------------- | ------------------- | ------------------- | ------------------- | ------------------- | ------------------- | ------------------- | ------------------- | ------------------- | ------------------- | ------------------- | ------------------- | ------------------- | ------------------- | ------------------- | ------------------- | ------------------- | ------------------- | ------------------- | ------------------- | ------------------- | ------------------- | ------------------- | ------------------- | ------------------- |
| A                   | B                   | Ɓ                   | D                   | Ɗ                   | E                   | Ɛ                   | G                   | GB                  | H                   | I                   | J                   | K                   | KP                  | L                   | M                   | MB                  | N                   | ND                  | NG                  | NGB                 | NJ                  | NY                  | O                   | Ɔ                   | P                   | S                   | T                   | U                   | W                   | Y                   | ʼ                   |
| a                   | b                   | ɓ                   | d                   | ɗ                   | e                   | ɛ                   | g                   | gb                  | h                   | i                   | j                   | k                   | kp                  | l                   | m                   | mb                  | n                   | nd                  | ng                  | ngb                 | nj                  | ny                  | o                   | ɔ                   | p                   | s                   | t                   | u                   | w                   | y                   | ʼ                   |
| Pronunciació        |                     |                     |                     |                     |                     |                     |                     |                     |                     |                     |                     |                     |                     |                     |                     |                     |                     |                     |                     |                     |                     |                     |                     |                     |                     |                     |                     |                     |                     |                     |                     |
| /a/                 | /b/                 | /ɓ/                 | /d/                 | /ɗ/                 | /e/                 | /ɛ/                 | /ɡ/                 | /ɡ͡b/                | /h/                 | /i/                 | /d͡ʒ/                | /k/                 | /k͡p/                | /l/                 | /m/                 | ᵐb                  | /n/                 | ⁿd                  | /ŋ/                 | ᵑɡ͡b                 | ⁿd͡ʒ                 | /ɲ/                 | /o/                 | /ɔ/                 | /p/                 | /s/                 | /t/                 | /u/                 | /w/                 | /j/                 | /ʔ/                 |

Els tons s'indiquen amb diacrítics: l'agut per al to agut (á é ɛ́ í ó ɔ́ ú), i el greu per al to greu (à è ɛ̀ ì ò ɔ̀ ù); el to mitjà no es marca.
Brisson usa una ortografia notablement diferent als seus diccionaris. Utilitza notablement l'oclusiva glotal (ʔ) en lloc de l'apòstrof.